# Benoît Baudouin
Benoît Baudouin, latinisiert Benedictus Balduinus, (* 16. Jahrhundert in Amiens; † 1632) war ein französischer Gelehrter.

## Leben und Werk

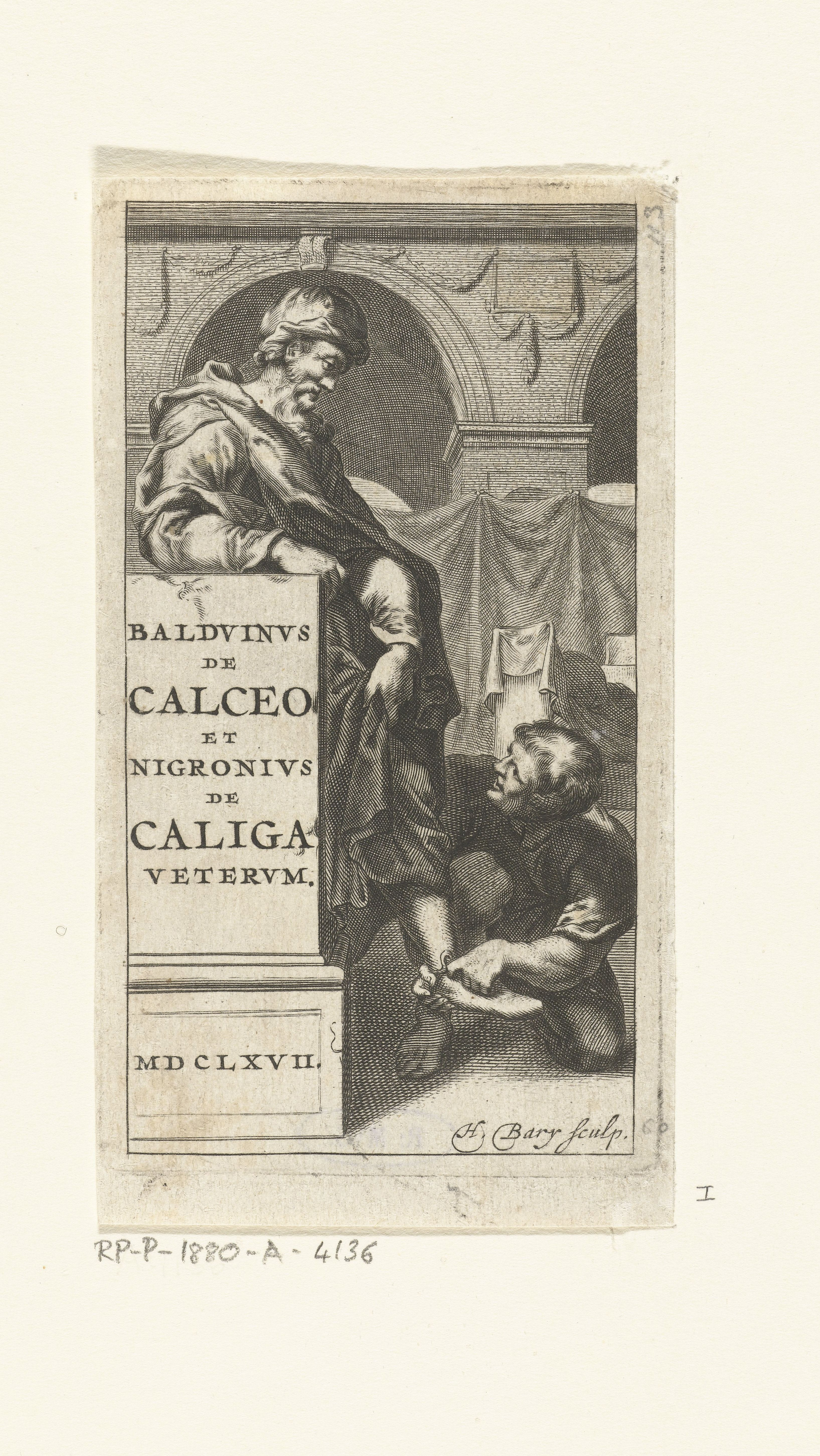
Benoît Baudouin, Calceus antiquus et mysticus; Giulio Negroni, De caliga veterum. Amstelodami, sumpt. A. Frisii, 1667

Laut Zedlers Universallexikon war Baudouin der Sohn eines Schuhmachers und lernte auch das väterliche Handwerk. Er absolvierte die Universität in Paris und stand später an der Spitze des Collèges von Troyes. Er übersetzte die Tragödien des Seneca und schrieb eine Abhandlung über antike Schuhe, die den Titel Calceus antiquus et mysticus trug und 1615 in Paris veröffentlicht wurde. Zusammen mit De caliga veterum von Giulio Negrone (Julius Nigronus) wurde das Werk 1667 in Amsterdam erneut verlegt. Eine weitere Ausgabe dieser beiden Schriften erfolgte durch Joan Frederik Nilant 1711 in Leiden.
Christoph Weigel der Ältere kritisierte in seinem 1698 in Regensburg gedruckten Werk Abbildung der Gemein-Nützlichen Haupt-Stände Baudouins Behauptung, die Schuhe seien gleich nach der Ausstoßung Adams und Evas aus dem Paradies erfunden worden. Im selben Jahr mokierte sich auch Wilhelm Ernst Tentzel über diese Aussage und mutmaßte gar, Baudouin habe hier wahrscheinlich den Schustern das Wort geredet, „weil sie ihm vielleicht seine Schuhe umbsonst gemacht“ hätten. Baudouins Theorie, schon Adam habe, inkommodiert vom dornigen Untergrund außerhalb des Paradieses und inspiriert durch ein Gespräch mit dem Allmächtigen, den Schuh erfunden, erheiterte auch im 19. Jahrhundert noch William Edward Winks (1842–1926), der ein Werk über berühmte Schuhmacher verfasste. Winks wusste den Wert des umfangreichen Buches allerdings trotzdem zu schätzen: „Spite of its preposterous speculations, the work of the ex-shoemaker of Amiens is learned and valuable, contains a vast amount of curious lore in regard to a not unimportant subject, and helps to confirm his claim to the ambitious title of ‘the learned Baudouin’.“
Baudouin hatte diese Kritiker mit Sätzen wie dem folgenden auf den Plan gerufen: „Nemo quam stupidum hebetemque primum illum hominem dixerit, quin ei statim in mentem venerit, quomodo se pedesque suos incedendo posset a spinaculorum tribulorumque iniuria deffendere [sic!]“ – zumal ja, laut der Heiligen Schrift, Gott selbst ihm nach dem Sündenfall die ersten Kleider verschafft habe, die er aus Tierhäuten angefertigt habe. „Hoc edoctus exemplo Adam eadem ratione pedum nuditati non consuleret?“